# Juan Pablo Obregón
Juan Pablo Obregón es un actor colombiano, reconocido principalmente por su participación en producciones de televisión como Padres e hijos, Los herederos Del Monte y Sobreviviendo a Escobar, alias JJ.

## Biografía
Obregón logró notoriedad en la televisión colombiana a comienzos de la década de 2000 por su participación como Miguel Ángel Franco en el longevo seriado Padres e hijos.Tras un viaje a México en busca de oportunidades, regresó a Colombia a mediados de esa década para continuar su carrera como actor. Después de obtener algunos papeles secundarios en televisión, interpretó el rol recurrente de Johnny Delgado en el seriado Los herederos Del Monte en 2011.
Otros papeles destacados de Obregón en la década de 2010 incluyen a Aurelio Sotomayor en Doña Bella (2010), Ulises O'Brian en Chica vampiro (2013), Albeiro Jaramillo en Cuando vivas conmigo (2016) y Manuel Serrano en Sobreviviendo a Escobar, alias JJ (2017).
Actualmente está casado con Ana María Malagón. La pareja tiene seis hijos.

## Filmografía destacada

### Televisión
| Año       | Título                            | Papel               | Notas            |
| --------- | --------------------------------- | ------------------- | ---------------- |
| 2001-2003 | Padres e hijos                    | Miguel Ángel Franco | Papel recurrente |
| 2010      | El clon                           | Armando             | 4 episodios      |
| 2010      | Doña Bella                        | Aurelio Sotomayor   | 3 episodios      |
| 2011      | Los herederos Del Monte           | Johnny Delgado      | 37 episodios     |
| 2011      | Primera Dama                      | Gonzalo             | 3 episodio       |
| 2011      | Popland!                          | Alfredo             | 2 episodios      |
| 2013      | Chica vampiro                     | Ulises O'Brian      | Papel recurrente |
| 2015      | Yo soy Franky                     | Benito Franco       | 1 episodio       |
| 2014-2016 | La viuda negra                    |                     | 6 episodios      |
| 2016      | Cuando vivas conmigo              | Albeiro Jaramillo   | Papel recurrente |
| 2017      | La ley del corazón                |                     | 4 episodios      |
| 2017      | Sobreviviendo a Escobar, alias JJ | Manuel Serrano      | 33 episodios     |
| 2021-2022 | La nieta elegida                  |                     | 4 episodios      |